# Бесси

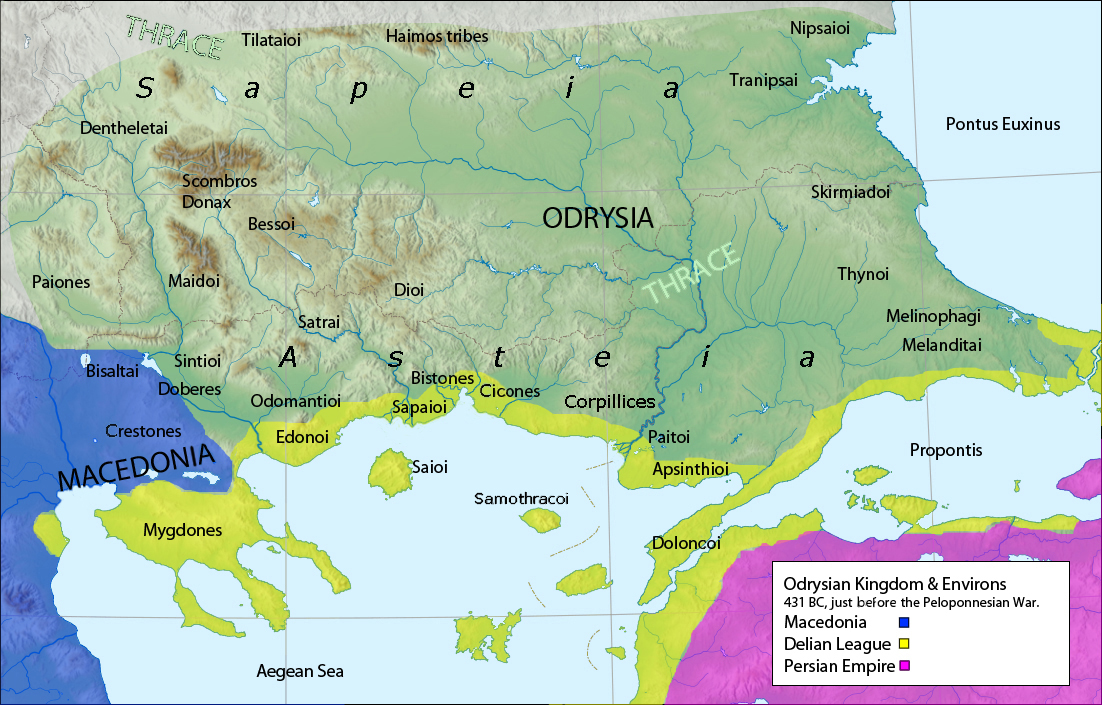
Бесси серед племен македонії у 431 р. до н. е.

Бесси (лат. Bessi, грец. Βησσοί) — одне з стародавніх іллірійсько-фракійських племен Балканського півострова. Бесси населяли гірську місцевину уздовж хребта Гемону, на території стародавньої Македонії. 
Бесси контактували з близькими їм генетично мезами, хоча іноді й конфліктували з ними через пасовища, оскільки обидва племені займалися кочовим і напівкочовим скотарством. Сильний вплив на них мала давньогрецька, а потім і давньоримська цивілізації. Бесси не змогли створити власної державності, хоча самі вели незалежний спосіб життя, досягнувши піку своєї племінної могутності близько III-II ст. до н. е.. 
Армія римського полководця Луція Ліцинія Лукулла підкорила бессів у I ст. до н. е.. Велика частина племені була включена до складу римської провінції «Мезія».
За деякими свідченнями, тоді плем'я змушене було переселитися з Родопських гір на північ від р. Дунаю та оселилося в південній Бессарабії, у місцевості «гетська пустеля». За даною версією від цього і походить назва місцевості «Бессарабія» та династії Басараба I (звідки Бессарабію часто називали «Басарабія»).